# (۱٬۱'-بیس(دی‌فنیل‌فسفینو)فروسن)پالادیم(II) دی‌کلرید
[۱٬۱'-بیس(دی‌فنیل‌فسفینو)فروسن]پالادیم(II) دی‌کلرید یک کمپلکس پالادیوم حاوی لیگاند دودندانه ۱٬۱'-بیس(دی‌فنیل‌فوسفینو)فروسن (dppf) است که به اختصار [(dppf)PdCl2] نامیده می شود. این ماده که به صورت تجاری نیز در دسترس می باشد را می توان با واکنش dppf با کمپلکس نیتریلِ مناسبِ پالادیوم دی‌کلرید تهیه کرد:
dppf + PdCl2(RCN)2 → (dppf)PdCl2 + 2 RCN (RCN = CH3CN or C6H5CN)
این ترکیب عموماً برای واکنش‌های جفت‌شدن کاتالیز شده به وسیله پالادیم، مانند آمینی‌کردن بوشوالد–هارت‌ویگ و جفت‌شدن همگن کاهشی آریل هالیدها استفاده می شود.

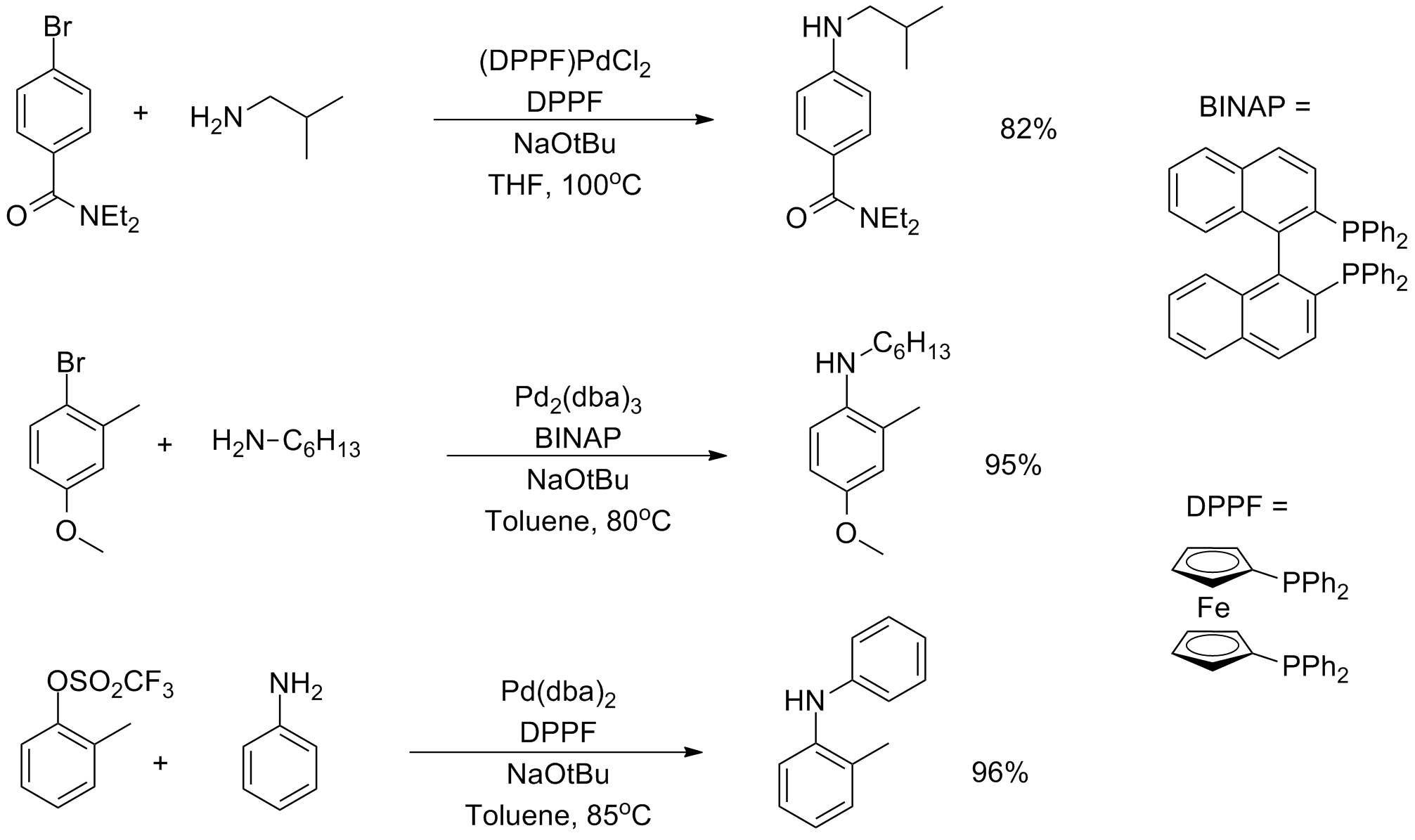
نمونه هایی از آمینی‌کردن بوشوالد–هارت‌ویگ با استفاده از کاتالیزورهای نسل دوم از جمله (dppf)PdCl